# 电刑大象
《电刑大象》（英語：Electrocuting an Elephant）是1903年在美国上映的无声纪录片，讲述了一头名为托普西的大象是如何被电刑致死的。

## 概要
这部影片记录了1903年1月4日，纽约康尼岛的月亮公园是如何用电刑处决托普西的。托普西原是出生在东南亚的小象，不久就被运往美国的马戏团，并声称这是“美国出生的第一只大象”。后来谎局被揭穿，托普西也被卖到了月亮公园，后又杀死了三名男子。因美國愛護動物協會的抗议，处刑方式并没有采用绞刑，而是爱迪生提议的用交流电施以电刑。为了提高执行效率，托普西被要求吃掺有氰化钾的胡萝卜，然后被6600伏特的电压擊穿，最終身亡。